# Joseph Malleret
Joseph Malleret, né le 7 juillet 1865, à Servant dans le Puy-de-Dôme et mort dans la même ville le 25 juin 1914, Fort-de-France) est un prélat catholique français, membre de la Congrégation du Saint-Esprit et évêque de Fort-de-France et Saint-Pierre de 1912 à sa mort.